# Mimoides protodamas
Espèce
Mimoides protodamas est une espèce d'insectes lépidoptères (papillons) qui appartient à la famille des Papilionidae, à la sous-famille des Papilioninae et au genre Mimoides.

## Dénomination
Mimoides protodamas a été décrit par Jean-Baptiste Godart en 1819 sous le nom de Papilio protodamas.
Synonyme : Eurytides protodamas ;  Ithobalus hyperion Hübner, [1821] ; Papilio zonaras Perty, [1833].

### Nom vernaculaire
Mimoides protodamas se nomme  Falso Polysticto au Brésil.

## Description
Mimoides protodamas est un papillon noir aux ailes antérieures à apex arrondi et bord externe concave et aux ailes postérieures à bord externe festonné. Le dessus est orné d'une ligne submarginale de chevrons blancs doublée partiellement aux ailes antérieures alors que les ailes postérieures doublent la ligne submarginale de chevrons une large bande blanche formée de taches proches.

## Écologie et distribution
Mimoides protodamas présent au Brésil,.

### Protection
Pas de statut de protection particulier.